# Lallio
Lallio ist eine italienische Gemeinde (comune) mit 4144 Einwohnern (Stand 31. Dezember 2023) in der Provinz Bergamo, Region Lombardei.

## Geographie
Lallio liegt fünf Kilometer südwestlich der Provinzhauptstadt Bergamo und 45 Kilometer nordöstlich der Metropole Mailand.
Die Nachbargemeinden sind Bergamo, Dalmine, Stezzano und Treviolo.

## Sehenswürdigkeiten
- Die Kirche San Bernardino wurde im 15. Jahrhundert erbaut und enthält eine große Zahl wertvoller Kunstwerke. Im 20. Jahrhundert wurde die Kirche restauriert.
- Die Pfarrkirche San Bartolomeo e Santo Stefano, die Anfang des 20. Jahrhunderts erbaut wurde.

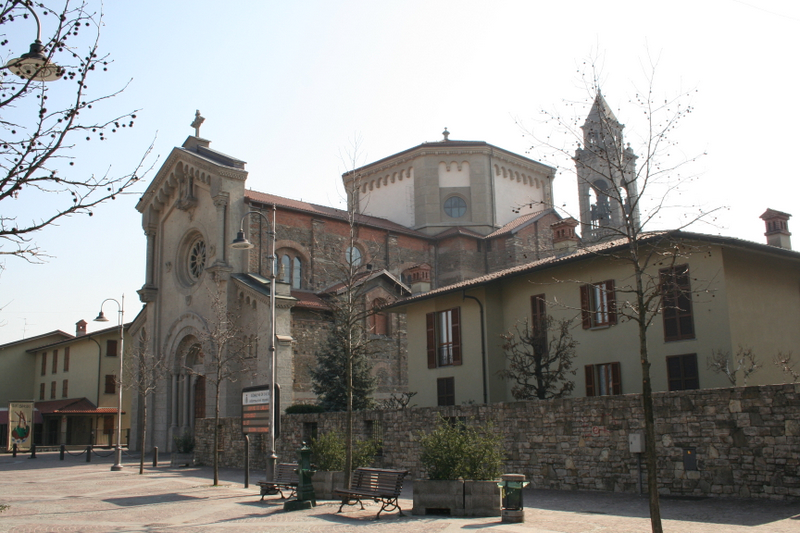
Pfarrkirche San Bartolomeo e Santo Stefano
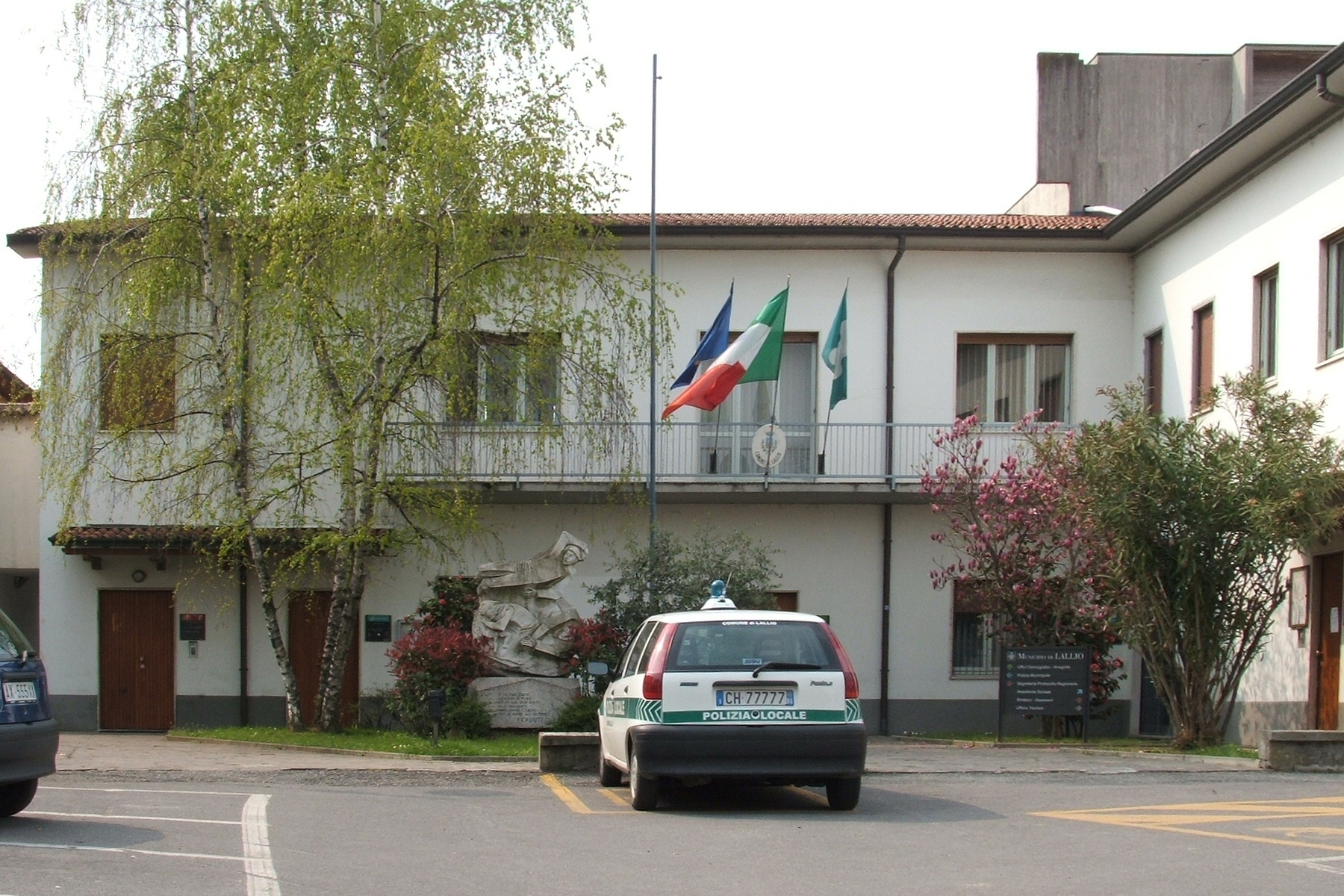
Rathaus
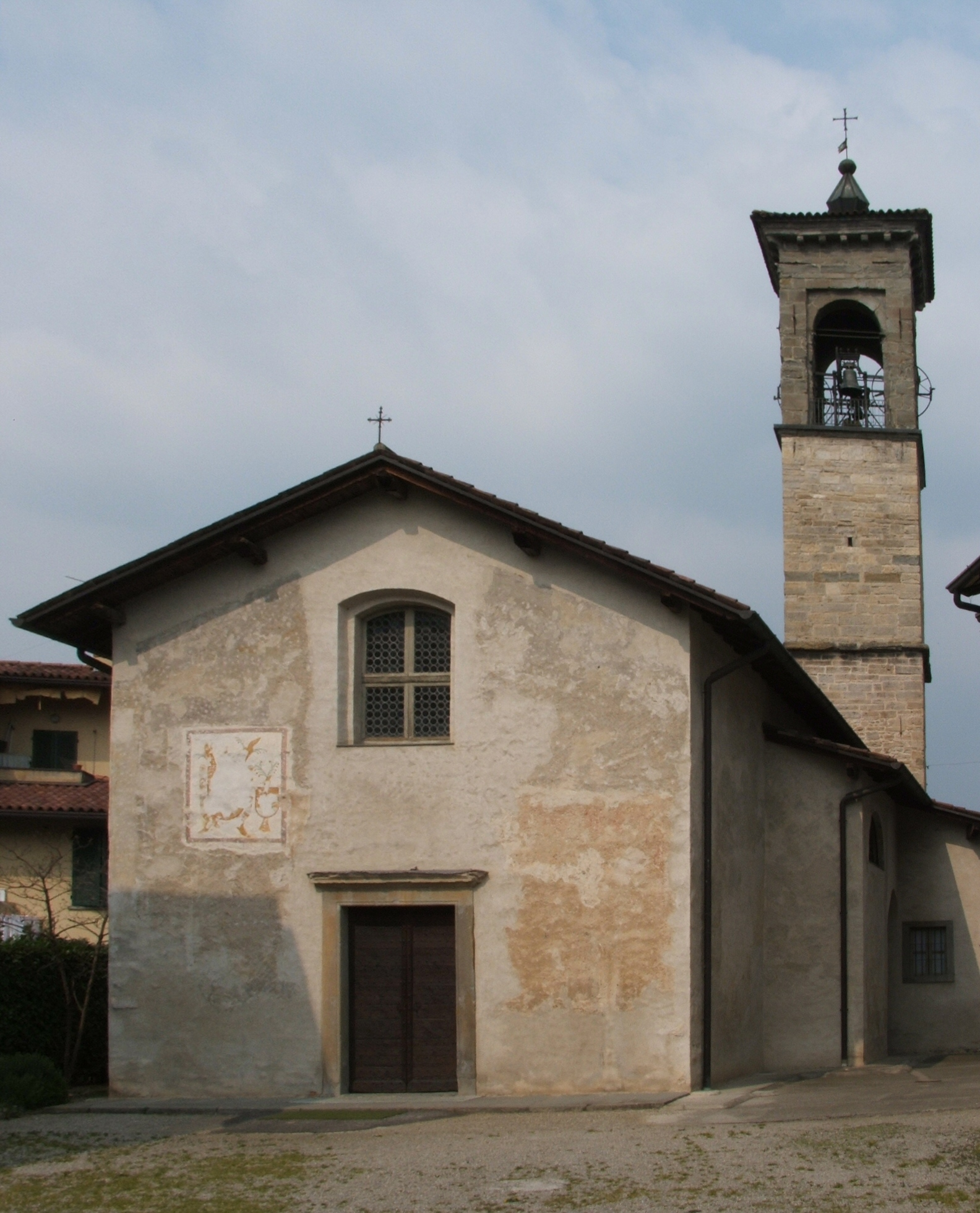
Kirche San Bernardino

## Partnergemeinden
Lallio hat mit dem deutschen Schöngeising (Bayern) eine Partnergemeinde.

## Söhne und Töchter der Stadt
- Angelo Domenghini (* 1941), Fußballspieler und -trainer